# Keilehaven
De Keilehaven is vooroorlogse industriehaven in Nieuw-Mathenesse in Rotterdam-West. De Keilehaven, ontworpen "in den trant van de Persoons- en Nassauhaven", is gegraven tussen 1912 en 1914 en was 750 meter lang en met 50 meter relatief smal.
Rond de Keilehaven waren diverse opslagplaatsen en fabrieken gevestigd, waaronder de Gemeentelijke Gasfabriek van Rotterdam. De opslagplaatsen stonden met name aan de zuidkant van de Keilehaven. De zeezijdige aan- en afvoer van koopmansgoederen vond aan de andere kant van de Keilestraat via de Lekhaven plaats. De Keilehaven was daarvoor te ondiep, -3 m NAP. Aan de zuidzijde staat nog het industrieel monument Katoenveem uit 1919 van J.J. Kanters.

Een ander groot pand, van Thomsen's Havenbedrijf, dat Keilepand heette, is in oktober 1951 bijna geheel afgebrand. Het werd aangepast aan de eisen van de tijd weer in oude glorie hersteld. Het zou nu in aanmerking komen om tot gemeentelijk monument te worden verheven.

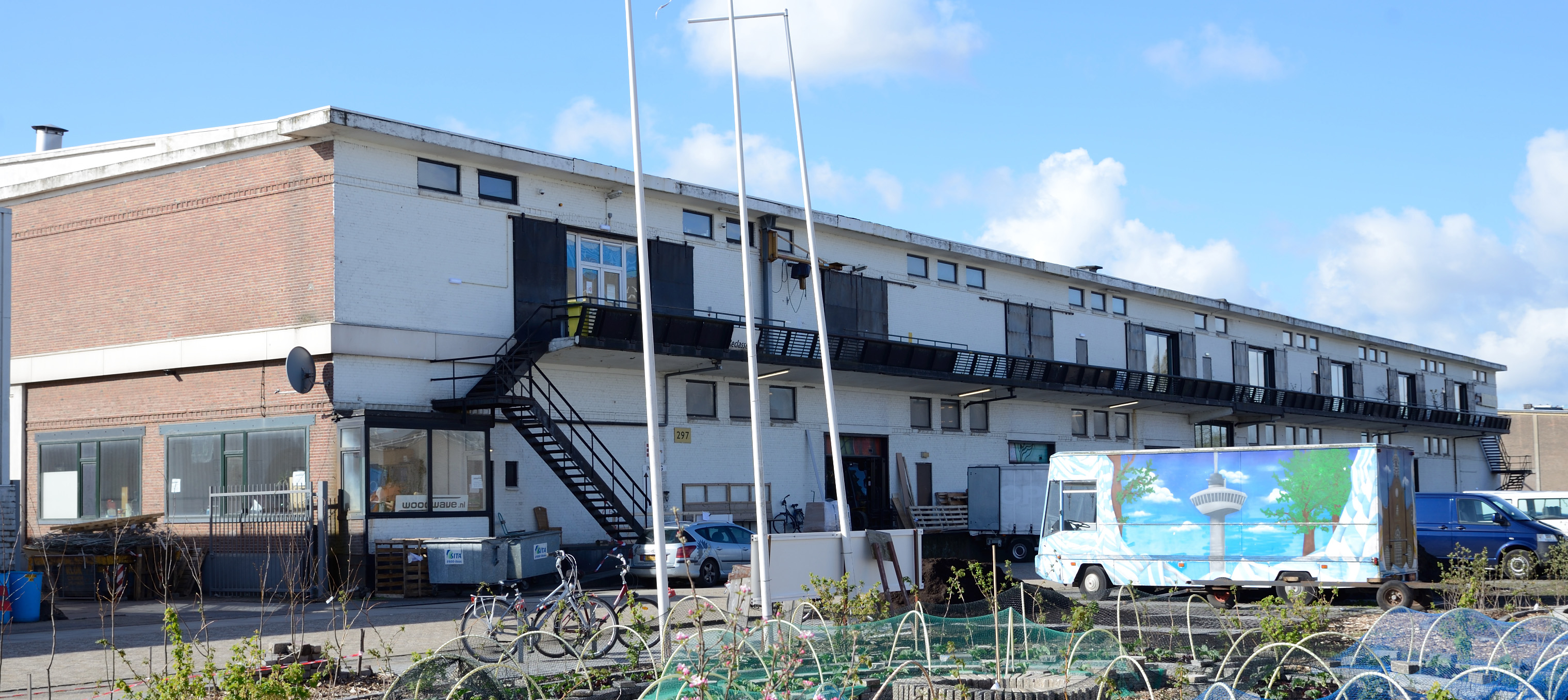
Keilepand (havenzijde)

Het oostelijk deel van de Keilehaven is in 1994-1995 gedempt. De Keilehaven wordt tegenwoordig nog gebruikt om koelwater van de elektriciteitscentrale aan de Galileistraat te lozen. Ook is er een overslagstation van de Roteb gevestigd: het huisvuil van de rechter Maasoever wordt hier overgeslagen op schepen en naar de vuilverbranding aan de Maashaven verscheept.
De Keilehaven is vernoemd naar de voormalige Keilepolder, waarin ze ligt.